# Adoufe
Adoufe é uma povoação portuguesa do Município de Vila Real, situada na margem direita do Rio Corgo e na vertente nascente da Serra do Alvão, que foi sede da extinta Freguesia de Adoufe, freguesia que tinha 16,05 km² de área e 2 155 habitantes (2011). 
A Freguesia de Adoufe foi extinta (agregada) pela reorganização administrativa de 2012/2013, tendo o seu território sido integrado na então criada União das Freguesias de Adoufe e Vilarinho de Samardã.
A Freguesia de Adoufe incluía no seu território os seguintes lugares: Adoufe, Borbelinha, Calçada, Coêdo, Couto, Escariz, Gravelos (sede), Minhava, Paredes, Rebordinho, Testeira e Vila Seca.

## História
Segundo Américo Costa (Dicionário Corográfico, 1929) e Bandeira de Toro (O Concelho de Vila Real, 1943), a aldeia titular da freguesia já existia antes da fundação da nacionalidade. Dois dos lugares desta freguesia receberam foral no século XIII: Coêdo, em 1 de Junho de 1212 (de D. Afonso II), e Gravelos, em 1253 (de D. Afonso III).
Em 26 de Novembro de 1238 a freguesia de Adoufe foi doada por D. Sancho II ao arcebispado de Braga, couto confirmado pelas Inquirições de 1258.
Adoufe está ligada à criação de Vila Real, tendo D. Dinis ordenado a permuta de várias terras para a definição do termo (município) da vila que queria fundar: o rei cedeu à Igreja propriedades que tinha em Adoufe, recebendo em troca terras situadas em Vilalva (actual freguesia de Arroios), que agregou ao termo de Vila Real.
Segundo as Memórias de Vila Real, em 1530 Adoufe já consta como uma freguesia do concelho de Vila Real.
Na sequência da reorganização administrativa ditada pela Lei n.º 22/2012, o território da vizinha freguesia de Vilarinho de Samardã foi-lhe anexado, na prática reconstruindo aproximadamente o território da antiga freguesia de Adoufe, conforme ele seria pelo século XVI. No entanto, passando o conjunto a designar-se oficialmente União das Freguesias de Adoufe e Vilarinho de Samardã, "Adoufe" foi de facto extinta enquanto designação oficial de freguesia.

## População
| População da freguesia de Adoufe (1801–2011) | População da freguesia de Adoufe (1801–2011) | População da freguesia de Adoufe (1801–2011) | População da freguesia de Adoufe (1801–2011) | População da freguesia de Adoufe (1801–2011) | População da freguesia de Adoufe (1801–2011) | População da freguesia de Adoufe (1801–2011) | População da freguesia de Adoufe (1801–2011) | População da freguesia de Adoufe (1801–2011) | População da freguesia de Adoufe (1801–2011) | População da freguesia de Adoufe (1801–2011) | População da freguesia de Adoufe (1801–2011) | População da freguesia de Adoufe (1801–2011) | População da freguesia de Adoufe (1801–2011) | População da freguesia de Adoufe (1801–2011) | População da freguesia de Adoufe (1801–2011) | População da freguesia de Adoufe (1801–2011) |
| 1801                                         | 1849                                         | 1864                                         | 1878                                         | 1890                                         | 1900                                         | 1911                                         | 1920                                         | 1930                                         | 1940                                         | 1950                                         | 1960                                         | 1970                                         | 1981                                         | 1991                                         | 2001                                         | 2011                                         |
| -------------------------------------------- | -------------------------------------------- | -------------------------------------------- | -------------------------------------------- | -------------------------------------------- | -------------------------------------------- | -------------------------------------------- | -------------------------------------------- | -------------------------------------------- | -------------------------------------------- | -------------------------------------------- | -------------------------------------------- | -------------------------------------------- | -------------------------------------------- | -------------------------------------------- | -------------------------------------------- | -------------------------------------------- |
| 931                                          | 1 280                                        | 1 385                                        | 1 478                                        | 1 549                                        | 1 630                                        | 1 602                                        | 1 464                                        | 1 678                                        | 1 663                                        | 1 903                                        | 1 724                                        | 1 399                                        | 1 910                                        | 1 912                                        | 2 067                                        | 2 155                                        |

| Distribuição da População por Grupos Etários em 2001 e 2011 | Distribuição da População por Grupos Etários em 2001 e 2011 | Distribuição da População por Grupos Etários em 2001 e 2011 | Distribuição da População por Grupos Etários em 2001 e 2011 | Distribuição da População por Grupos Etários em 2001 e 2011 | Distribuição da População por Grupos Etários em 2001 e 2011 | Distribuição da População por Grupos Etários em 2001 e 2011 | Distribuição da População por Grupos Etários em 2001 e 2011 | Distribuição da População por Grupos Etários em 2001 e 2011 | Distribuição da População por Grupos Etários em 2001 e 2011 |
| ----------------------------------------------------------- | ----------------------------------------------------------- | ----------------------------------------------------------- | ----------------------------------------------------------- | ----------------------------------------------------------- | ----------------------------------------------------------- | ----------------------------------------------------------- | ----------------------------------------------------------- | ----------------------------------------------------------- | ----------------------------------------------------------- |
| Idade                                                       | 0-14                                                        | 15-24                                                       | 25-64                                                       | > 65                                                        |                                                             | 0-14                                                        | 15-24                                                       | 25-64                                                       | > 65                                                        |
| 2001                                                        | 364                                                         | 333                                                         | 1.060                                                       | 310                                                         |                                                             | 17,6%                                                       | 16,1%                                                       | 51,3%                                                       | 15,0%                                                       |
| 2011                                                        | 351                                                         | 259                                                         | 1.161                                                       | 384                                                         |                                                             | 16,3%                                                       | 12,0%                                                       | 53,9%                                                       | 17,8%                                                       |

## Património
- Gravuras rupestres da Mão do Homem ou Penedo da Mão do Homem